# مدرسة ميرسي ماكولي الثانوية
مدرسة مورسي ماكالي الثانوية هي مدرسة ثانوية كاثوليكية للبنات في حي كوليج هيل في سينسيناتي، أوهايو، الولايات المتحدة. برعاية راهبات الرحمة في الأمريكتين، هي واحدة من خمس مدارس ثانوية للبنات في أبرشية الروم الكاثوليك في سينسيناتي، وتلتحق شابات من جميع أنحاء منطقة سينسيناتي وأجزاء من إنديانا. تم تصنيفها كمدرسة وطنية للشريط الأزرق من قبل وزارة التعليم الأمريكية. تشكلت مدرسة مورسي ماكالي الثانوية من اندماج 2018 ثانوية أم الرحمة ومدرسة ماكالي الثانوية وتقع في حرم ماكالي السابق.